# Riegelsberg
Riegelsberg è un comune tedesco di 14 268 abitanti, situato nel land della Saarland.